# Slot Welsperg
Slot Welsperg (of Slot Welsberg) (Duits: Schloss Welsperg, Italiaans: Castello di Monguelfo) is een slot gelegen in het Zuid-Tiroolse Welsberg-Taisten (Italië), in het Pustertal. 

## Geschiedenis
Slot Welsperg werd gebouwd tussen 1126 en 1140 in opdracht van Otto von Welsperg en de gebroeders Schwikher. Kort daarna volgde een uitbreiding met onder meer een kapel. 
Als uitbreiding van zijn macht kocht Georg von Welsperg in 1359 de nabijgelegen burcht Thurn.
Aan het einde van de 15e eeuw werd Slot Welsperg aanzienlijk vergroot. Een brand verwoeste in 1765 een groot deel van het slot. Bij het renoveren van Welsperg werd het dak van het slot gereduceerd tot zijn huidige hoogte. Ondanks de renovatie verloor het slot haar functie en is sindsdien onbewoond.